# Сюрек (присілок)
Сюре́к (рос. Сюрек) — присілок у складі Сюмсинського району Удмуртії, Росія.
Населення — 2 особи (2010; 7 в 2002).
Національний склад (2002):
- росіяни — 57 %
- удмурти — 43 %

## Урбаноніми[3]
- вулиці — Сюрецька